# Pietro Maletti
Pietro Maletti (24. maj 1880 – 9. december 1940) var en italiensk officer, som deltog i 1. verdenskrig, erobringen af Italiensk Nordafrika, den Anden italiensk-abessinske krig og 2. Verdenskrig. Han blev dræbt i kamp i begyndelsen af Felttoget i Nordafrika. 

## Tidlige år
Pietro Maletti blev født i Castiglione delle Stiviere i Mantua provinsen i Lombardiet i Italien. 
I 1898 meldte Maletti sig som frivillig til den kongelige italienske hær. I 1904 blev han optaget på militærakademiet i Modena. 
I 1909 blev Maletti forfremmet til løjtnant og i 1914 til kaptajn. 

## 1. Verdenskrig og Libyen
Maletti deltog i 1. verdenskrig, men i august 1917 blev han sendt til Libyen. Bortset fra enkelte poster andetsteds forblev Maletti i Italiensk Nordafrika indtil 1934 for at kvæle den libyske modstandsbevægelse. I 1926 blev han forfremmet til oberstløjtnant og i november samme år vendte han for en kort periode tilbage til Italien. I 1931, muligvis efter hans deltagelse i felttoget mod Kufra under Rodolfo Graziani i januar samme år, blev han forfremmet til oberst. 

## Etiopien
I maj 1934 vendte Maletti igen tilbage til Italien, men allerede i januar 1935 blev han overført til Italiensk Somaliland for at deltage i Italiens invasion af Etiopien. Han kæmpede i felttoget på "sydfronten" under ledelse af general Rodolfo Graziani.  Maletti gjorde sig fortjent til en forfremmelse til brigadegeneral. 
Efter at Etiopien var besejret blev Maletti i Italiensk Østafrika indtil april 1937. Han overtog kommandoen over 2. kolonialbrigade. 

## 2. Verdenskrig
I juni 1938 blev Maletti forfremmet til generalmajor. I 1939 var det meningen, at han skulle overtage kommandoen over 28. infanteridivision "Aosta".  
Den 10. juni 1940 erklærede den italienske diktator Benito Mussolini krig mod Frankrig og Storbritannien. Den 22. juni faldt Frankrig. Det britisk besatte Ægypten blev herefter fokus for de italienske styrker i Libyen. Maletti blev omdirigeret fra sin planlagte opgave og vendte tilbage til Nordafrika.  I Libyen tog han kommandoen over en specialenhed af motoriseret infanteri og kampvogne, som blev kaldte "Maletti gruppen" (Raggruppamento Maletti).
I september 1940 ledede Maletti denne specialgruppe under Italiens invasion af Ægypten. Efter at være faret vild på vej til opmarchområdet invaderede han Ægypten og besatte befæstede stillinger ved Sidi Barrani.  
Den 9. december 1940 blev Maletti dræbt i kamp ved den befæstede Nibeiwa lejr, da britiske styrker gennemførte et modangreb i de tidlige faser af Operation Compass.  

## Yderligere læsning
- Barker, A.J. (1968). The Civilizing Mission: A History of the Italo-Ethiopian War of 1935-1936. New York: Dial Press. s. 383 pages.
- Barker, A. J. (1971) [1971]. The Rape of Ethiopia 1936. Ballentine's Illustrated History of the Violent Century, Battle Book Number 4. Ballantine Books.
- Jowett, Philip. The Italian Army 1940-45 (2): Africa 1940-43. Men-at-Arms. Osprey Publishing. ISBN 1-85532-865-8.
- Macksey, Major Kenneth. Beda Fomm: Classic Victory. Ballentine's Illustrated History of the Violent Century, Battle Book Number 22. Ballantine Books.
- Sbacchi, Alberto (1997). Lagacy of Bitterness; Ethiopia and Fascist Italy, 1935-1941. Lawrenceville: The Red Sea Press Inc. ISBN 0-932415-74-1.